# Strychnos cuminodora
Strychnos cuminodora är en tvåhjärtbladig växtart som beskrevs av Leeuwenb.. Strychnos cuminodora ingår i släktet Strychnos och familjen Loganiaceae. Inga underarter finns listade i Catalogue of Life.